# Szalina

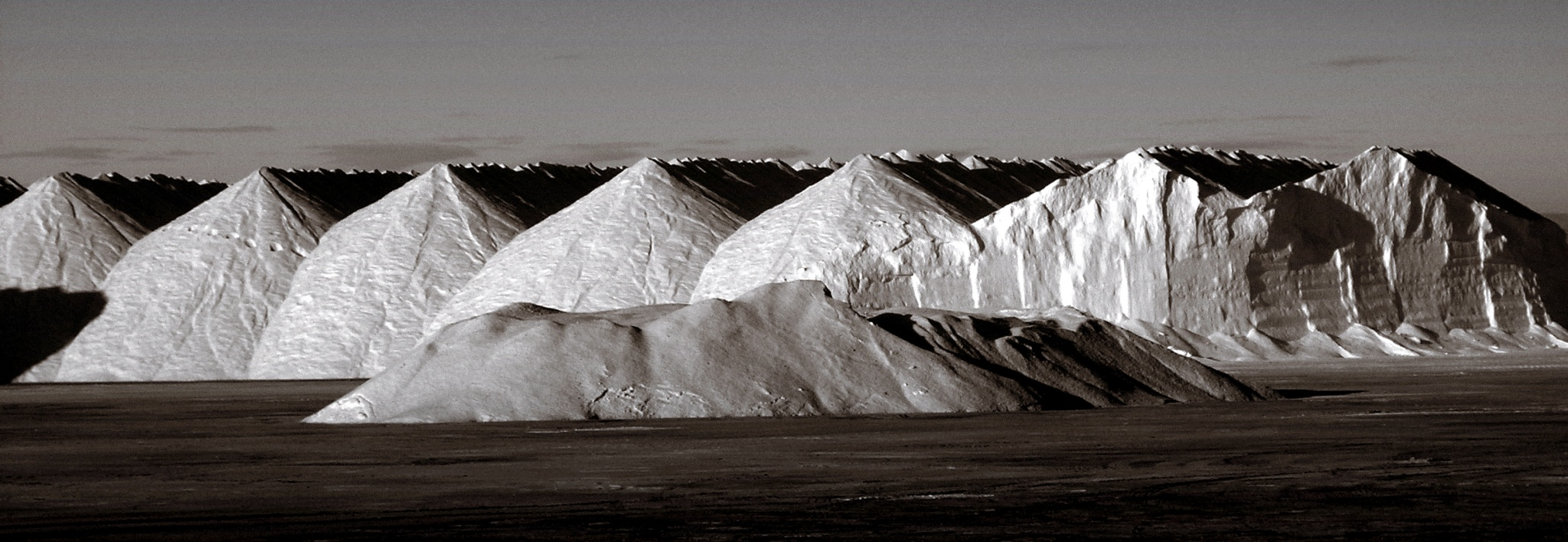
Szalinák San Pedro del Pinatarnál

A szalina lehet sós mocsár, lefolyástalan területek sós tava; mesterséges tengerparti sólepárló medence; valamint sóbánya.

## Létrejötte
A kémiai reakciók is okozzák a kőzetek mállását. Némely területen (például a tengerpartok mellett) a gyors párolgás miatt sók maradnak vissza a felszínen. Ezek kikristályosodva, megülnek a kőzetek repedéseiben. Maró hatásuk megnagyobbítja a repedéseket, mállasztja a sziklákat. A kőzetek pusztulását a harmatképződés is sietteti.
Az arid vidékek jellegzetességei a sós lapályok, amelyet Észak-Amerikában playának vagy salinának (magyarosan:szalinának) hívnak.
A szárazföld belsejében lévő lefolyástalan medencékben képződnek, olyan mélyedésekben, ahová a víz be tud folyni, de ki már nem. A záporpatakok vize időről időre feltölti ezeket a mélyedéseket, majd elpárolog. Az ideiglenes "tófenéken" egyre vastagodó sóréteget hagy. Némelyik sós lapály igen nagy területű és tökéletesen sík. Ezért az autóversenyzők számára ideális helyszín. Nevezetes a Nagy-sóstó Amerikában, amelynek környékén több ízben hajtottak végre gyorsasági rekord kísérleteket.
Már a római kor előtt ismeretes volt, ha mesterségesen lezárnak egy-egy tengeröblöt, akkor a lefolyástalan vízben kialakul a sólerakodás. Így időnként elégséges volt, a leengedett vízű területről a sót összesöpörni. Még az ókorban is nagy szerepe volt a sónak, mint fizetési csereeszköznek.

## Külső hivatkozások
- https://web.archive.org/web/20070927211336/http://www.kereso.hu/cimszo/szalina.
- https://web.archive.org/web/20070922154253/http://geo.elte.hu/szisz/szotar.html